# Juwelenkettinkje
Het juwelenkettinkje (Stauridiosarsia gemmifera) is een hydroïdpoliep uit de familie Corynidae. De poliep komt uit het geslacht Stauridiosarsia. Stauridiosarsia gemmifera werd in 1848 voor het eerst wetenschappelijk beschreven door Forbes. 